# Un sujet de roman
 (décembre 2016).
Si vous disposez d'ouvrages ou d'articles de référence ou si vous connaissez des sites web de qualité traitant du thème abordé ici, merci de compléter l'article en donnant les références utiles à sa vérifiabilité et en les liant à la section « Notes et références ».
Un sujet de roman est une comédie en quatre actes de Sacha Guitry créée au théâtre Édouard VII le 4 janvier 1923. Elle est inspirée par le couple d'Octave Mirbeau et Alice Regnault.

## Distribution de la création
- Théophile Levaillé : Lucien Guitry
- Jacques Bourny : René Maupré
- Ancelin : P. Valbret
- Denis Guyot : L. Baldy
- Émile : Georges Lemaire
- Madame Levaillé : Henriette Roggers
- Hélène Levaillé : Yvette Pierryl